# Partido Social Democrático (Brasil, 2011)
El Partido Social Democrático es un partido político en Brasil liderado por Gilberto Kassab y la unión de disidentes de varios partidos políticos, especialmente de DEM, el PSDB y PP. El PSD apoyó la destitución de Dilma Rousseff.

## Historia e Ideología
El partido, fundado en 2011 por el alcalde de São Paulo Gilberto Kassab, fue criticado por miembros de los partidos políticos de la oposición, principalmente de DEM, por apoyar al gobierno. Muchos miembros de DEM acusaron al PSD de haber sido creado por Luiz Inácio Lula da Silva para destruir a DEM y cumplir la promesa hecha a los partidarios del PT de "exterminar a DEM del escenario político brasileño". El partido fue criticado por carecer de un programa de sentido común, hacer referencias vagas a la libertad económica y al bienestar, y ser difícil de diferenciar de otros partidos políticos, excepto los de la extrema izquierda. Según Kassab, "No somos un partido de derecha ni un partido de izquierda ni de centro". A pesar de no ser un partido fuerte o tener una marca electoral ampliamente reconocida en la escena política brasileña, con nombres vagos y palabras clave como "Cristiano", "Trabalhista" (Trabajo), "Social", "Demócrata", "Progresista", "Republicano" y programas genéricos, el PSD catalizó la desconfianza de los partidos y representantes políticos brasileños.[cita requerida]
En muchos estados brasileños, el PSD adoptó una postura liberal clásica en economía y tuvo buenos resultados electorales. El partido tiene buenas relaciones con los principales partidos políticos, como el centroizquierdista Partido Socialista Brasileño, el liberal conservador Partido Progresista, el centrista PTB, el evangélico Partido Republicano Brasileño y el socialdemócrata Partido Popular Socialista. Desde su inicio, el partido se ha asociado con fusiones con otros partidos, principalmente el PP y el PSB. Ha perdurado en la escena política brasileña y tiene más representación que cualquier otro partido político de los principales. El partido presidió el Ministerio de Finanzas de Brasil en el gobierno de Michel Temer, y su coalición con el PP en la mayor parte del país lo vuelve una fuerza importante en la política brasileña.
Del PSD fueron elegidos muchos senadores y algunos gobernadores en el centro-sur de Brasil, con el apoyo de Jair Bolsonaro. El partido también fue la cuarta mayor representación en la cámara de diputados de Brasil y dio un giro a más miembros conservadores de centro-derecha y liberales.